# Eeuwige wijsheid (boek)
Eeuwige wijsheid is Aldous Huxleys bloemlezing uit mystieke teksten, verschenen in 1944. Het boek bevat passages uit vele uiteenlopende bronnen uit de geschiedenis van de beschaving en de religies, zowel uit het Westen als van het Oosten. Aan de hand van diverse citaten illustreert Huxley in Eeuwige wijsheid zijn stelling dat aan alle grote religies een grootste gemene deler ten grondslag ligt. Het geheel is door de schrijver gerangschikt naar onderwerp en ingebed in een verklarend commentaar.
Het betreft een van zijn non-fictie-werken, naast Brave New World Revisited (1958) en het meer bekende tweeluik The Doors of Perception (1954) en Heaven and Hell (1956) dat hij schreef vanuit zijn belangstelling voor het spiritueel sjamanisme van de Amerikaanse indianen en zijn ervaringen met de drugs mescaline (peyote) en LSD.
De titel voor dit werk ontleende Huxley aan de titel van Augustino Steuco's De perenni philosophia libri IX uit 1540. Deze Italiaanse humanist bepleitte daarin zijn visie dat vele van de inzichten en wijsheden die wijzen, dichters en filosofen uit de klassieke oudheid hadden geuit niet strijdig doch daarentegen in essentie juist in harmonie zouden zijn met de christelijke leer. Sinds Marsilio Ficino en Giovanni Pico della Mirandola was dit een rode draad in het Renaissance-denken over de religie, dat zich vanuit Italië uitbreidde naar Frankrijk en Duitsland, maar dit was het eerste werk specifiek gewijd aan het onderwerp. Steuco meende zelf dat het rooms-katholicisme, gericht op de Bijbelse evangeliën, de ware verborgen kern van heidense overtuigingen zou zijn.
Huxley volgde die visie dat er in alle religies en godsdiensten een kern van gedeelde of gemeenschappelijke wijsheid zou bestaan, en onderschreef de poging van de neoplatonistische school van Marsilio Ficino om die wijsheid onder te brengen in één te synthetiseren. transculturele en universele filosofie. Rudimenten van deze "eeuwige filosofie" zouden volgens hem kunnen worden herkend in de traditionele overleveringen van zogeheten primitieve volkeren in elke regio van de wereld, en in zijn volledig ontwikkelde vormen zou het een plaats hebben in elk van de "hogere" religies. 
Volgens Huxley's betoog zou er veel overeenstemming bestaan tussen de voorstanders van een klassiek theïsme in de platonische, christelijke, moslim-, hindoeïstische en joodse filosofie over drie hoofdpunten: God is het onvoorwaardelijke eeuwige Zijn, het menselijk bewustzijn is een weerspiegeling daarvan, en de mens zou bloei of gelukzaligheid kunnen vinden in de realisatie daarvan.
Huxley wees op de opvallende overeenkomsten in de mystieke opvattingen en praktijken van de belangrijkste religieuze tradities in de wereld. Het gemeenschappelijke doel daarvan zou zijn het ego te overwinnen en te ontwaken in de realiteit. Het pad naar ontwaken zou een dagelijkse training in contemplatie, herinnering, onthechting, naastenliefde en liefde omvatten. Pas wanneer iemand de ‘totale onbaatzuchtigheid’ zou hebben bereikt, gaat deze "de ware aard van de werkelijkheid" beseffen. Er zouden verschillende paden naar de top van de mystieke berg leiden, maar Huxley suggereerde dat de piekervaring in alle tradities dezelfde zou zijn: een woordeloze, beeldloze ontmoeting met het "Pure Licht van het goddelijke".
The Perennial Philosophy was een verdere injectering van een wereldwijde spiritualiteit in de gangbare westerse cultuur, in navolging van de Duitse 19e-eeuwse filosoof Schopenhauer, die de westerse wijsbegeerte in aanraking bracht met elementen uit het hindoeïsme en boeddhisme. Huxley veroordeelde met klem de geclaimde superioriteit van wat hij betitelde als het ‘theologische imperialisme’ dat alleen westerse teksten waardeert. Hij introduceerde vele lezers in de inmiddels meer bekende niet-westerse filosofieën - die van de Bhagavad Gita, de Upanishads, de leringen van de Boeddha, Zhuang Zi en Rumi. Desalniettemin betreft het volgens kritici een eigenzinnige selectie van citaten. In zijn bloemlezing zijn vele citaten aan te treffende uit de Vedanta en het Mahayana-boeddhisme, en van vele mannelijke christelijke mystici, maar nauwelijks van vrouwelijke mystici, slechts één enkele regel van Jezus en in het geheel geen citaten uit de koran, wat dan afbreuk zou doen aan de door hem geclaimde universaliteit.